# Đầm lầy cây bụi

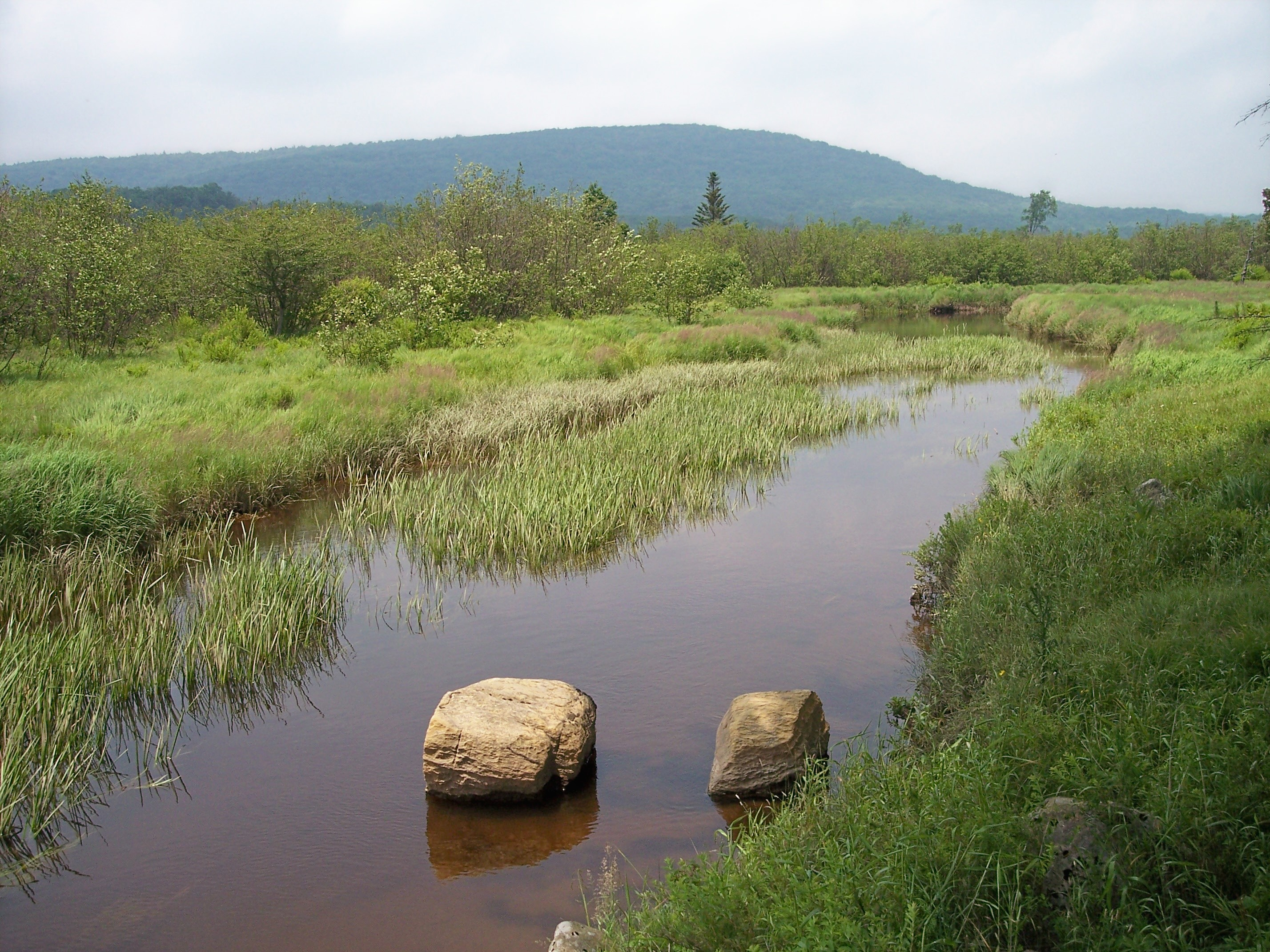
Một đầm lầy cây bụi ở Mỹ

Đầm lầy cây bụi là một loại đầm lầy trong hệ sinh thái đất ngập nước nước ngọt hình thành trong khu vực quá ẩm ướt để có thể trở thành một đầm lầy cây gỗ thực thụ (rừng đầm lầy nước ngọt) hoặc là quá khô hay quá nông để có thể trở thành đầm lầy cỏ thực thụ. Loại đầm lầy này thường được coi là chuyển tiếp (diễn thế trung gian) giữa vùng đồng cỏ ẩm thấp hay đầm lầy kiềm với đầm lầy cây gỗ cứng hay đầm lầy thông.

## Thành phần
Theo phân loại, đầm lầy cây bụi phải có ít nhất 50% các loại cây bụi và phải ít hơn 20% các loại cây gỗ. Các định nghĩa khác lại định rõ là các cây bụi lớn và cây gỗ nhỏ phải có chiều cao nhỏ hơn 10,7 mét (35 ft). Các đầm lầy cây bụi được hình thành thường sau một sự biến thảm họa đối với đầm lầy cây gỗ (như lũ lụt, đốn hạ, cháy hoặc giông bão). Một hành trình khác của sự phát triển là thông qua các đồng cỏ ẩm thấp và đầm lầy kiềm được tiêu thoát nước để chuyển thành đầm lầy cây bụi như là trạng thái chuyển tiếp sang đầm lầy cây gỗ (đầm lầy rừng). 
Khi một đồng cỏ ẩm thấp trưởng thành, nó bắt đầu được lấp dần bằng thảm thực vật và khi thảm thực vật này phân hủy thì đất dày dần lên, tạo ra các mô đất hay doi đất trên mặt nước. Cây bụi và cây gỗ nhỏ bắt đầu phát triển trên các mô đất đó. Nước của đầm lầy cây bụi đến từ nước thoát bề mặt, sông, suối và nước lưu thông vào và ra khỏi đầm lầy trong suốt cả năm. Do đó, đầm lầy này có xu hướng khô hơn so với các đồng cỏ ẩm thấp hay đầm lầy rừng và cho phép các loài thực vật chịu được nước phát triển trên các mô đất. Đầm lầy cây bụi thường xuất hiện trên các loại đất hữu cơ, chẳng hạn như đất mùn, đất than bùn nông. Các loài thực vật phổ biến trong các đầm lầy cây bụi là tống quán sủ, liễu, cơm cháy và việt quất.